# Elecciones estatales de Sonora de 2021
Las elecciones estatales de Sonora de 2021 se llevaron a cabo el domingo 6 de junio de 2021, y en ellas se renovaron los titulares de los siguientes cargos de elección popular del estado mexicano de Sonora:
- Gobernador de Sonora: Titular del Poder Ejecutivo del estado, electo para un periodo de seis años, sin derecho a reelección. El candidato electo fue Alfonso Durazo Montaño.
- 33 diputados estatales: 21 diputados electos por mayoría relativa y 12 designados mediante representación proporcional para integrar la LXIII Legislatura.
- 72 ayuntamientos: Compuestos por un presidente municipal, un síndico y sus regidores. Electos para un periodo de tres años.

## Organización

### Partidos políticos
En las elecciones estatales tienen derecho a participar once partidos políticos. Diez son partidos políticos con registro nacional: Partido Acción Nacional (PAN), Partido Revolucionario Institucional (PRI), Partido de la Revolución Democrática (PRD), Partido del Trabajo (PT), Partido Verde Ecologista de México (PVEM), Movimiento Ciudadano (MC), Movimiento Regeneración Nacional (Morena), Partido Encuentro Solidario (PES), Fuerza por México (FxM) y Redes Sociales Progresistas (RSP). Y además el partido político estatal Nueva Alianza Sonora.

### Proceso electoral
La campaña electoral para la gubernatura inicia el 5 de marzo de 2021, mientras que las campañas para las diputaciones y alcaldías inician el 24 de abril. El periodo de campañas concluye el 2 de junio. La votación está programada para celebrarse el 6 de junio de 2021, de las 8 de la mañana a las 6 de la tarde, en simultáneo con las elecciones federales. Se estima que el computo final de resultados se publique el 13 de junio.

### Distritos electorales
Para la elección de diputados de mayoría relativa del Congreso del Estado de Sonora, la entidad se divide en 21 distritos electorales.
| Distrito | Cabecera              | Municipios | Mapa |
| -------- | --------------------- | ---------- | ---- |
| 1        | San Luis Río Colorado | 1          |      |
| 2        | Puerto Peñasco        | 2          |      |
| 3        | Caborca               | 9          |      |
| 4        | Nogales               | 3          |      |
| 5        | Nogales               | 1          |      |
| 6        | Hermosillo            | 1          |      |
| 7        | Agua Prieta           | 5          |      |
| 8        | Hermosillo            | 1          |      |
| 9        | Hermosillo            | 1          |      |
| 10       | Hermosillo            | 1          |      |
| 11       | Hermosillo            | 2          |      |
| 12       | Hermosillo            | 1          |      |
| 13       | Guaymas               | 1          |      |
| 14       | Empalme               | 4          |      |
| 15       | Cajeme                | 1          |      |
| 16       | Cajeme                | 1          |      |
| 17       | Cajeme                | 1          |      |
| 18       | Santa Ana             | 37         |      |
| 19       | Navojoa               | 1          |      |
| 20       | Etchojoa              | 3          |      |
| 21       | Huatabampo            | 6          |      |

## Coaliciones y candidaturas

### Va por Sonora
El 22 de diciembre de 2020 el Partido Acción Nacional (PAN), el Partido Revolucionario Institucional (PRI) y el Partido de la Revolución Democrática (PRD) acordaron presentarse en coalición en las elecciones federales de 2021. Como parte del acuerdo se decidió postular un candidato en común para la gubernatura del estado de Sonora. El PAN ha postulado al exsenador Ernesto Gándara Camou como candidato a la gubernatura. Y por parte del PRI se presentó Pedro Ángel Contreras, titular del Instituto de Seguridad y Servicios Sociales de los Trabajadores del Estado de Sonora (ISSSTESON). A inicios de diciembre, Contreras declinó su postulación en favor de Gándara Camou. Mientras que el PRI inició el registro de militantes interesados en alguna candidatura el 9 de enero. En esa fecha se registró el expresidente municipal de Hermosillo, Ernesto Gándara Camou, como aspirante la candidatura para gobernador.

### Juntos Hacemos Historia
El 10 de diciembre de 2020 el partido Movimiento Regeneración Nacional (Morena) y el Partido Verde Ecologista de México (PVEM) acordaron postular un candidato en común para la gubernatura de Sonora. El 12 de diciembre se unió a la coalición el partido Nueva Alianza Sonora y el 16 de diciembre también se incorporó el Partido del Trabajo (PT).
El 15 de diciembre se confirmó como candidato a la gubernatura a Alfonso Durazo Montaño, secretario de seguridad pública en el gabinete de Andrés Manuel López Obrador, debido a que fue la única persona en postularse para la candidatura.

### Movimiento Ciudadano
El partido Movimiento Ciudadano decidió no presentarse en coalición en las elecciones estatales. Como candidato a la gubernatura del estado se registró Ricardo Bours Castelo, empresario y hermano del exgobernador de Sonora Eduardo Bours.
El 17 de mayo, a dos semanas de las elecciones, Ricardo Bours declinó su candidatura en favor de Ernesto Gándara, candidato de la coalición «Va por Sonora». El partido Movimiento Ciudadano se deslindó del posicionamiento de Bours y decidió el 18 de mayo seleccionar como su nuevo candidato para la gubernatura a Manuel Scott Sánchez, quién previamente había sido postulado por el partido como diputado estatal del distrito 16.

### Otras candidaturas
El 19 de febrero de 2021 el partido Redes Sociales Progresistas (RSP) registró al expresidente municipal de Nogales y exmilitante del Partido Acción Nacional, Cuauhtémoc Galindo Delgado, como su candidato para la gubernatura del estado.
El 20 de febrero el Partido Encuentro Solidario (PES) registró como su candidato para la gubernatura a Carlos Zatarain González, expresidente municipal de Guaymas, quién había renunciado a su militancia en el Partido Revolucionario Institucional en diciembre de 2020. El mismo día, el partido Fuerza por México registró como su candidata a la académica Rosario Robles Robles.

## Encuestas para la gubernatura

### Por partido político
| Encuestadora              | Fecha                   |        |        |       |        |      | Otro   | Ninguno/No sabe |
| ------------------------- | ----------------------- | ------ | ------ | ----- | ------ | ---- | ------ | --------------- |
| Encuestadora              | Fecha                   |        |        |       |        |      | Otro   | Ninguno/No sabe |
| Campaigns & Elections     | noviembre de 2019       | 5%     | 15%    | 3%    | 28%    | —    | 7%     | 44%             |
| Social Research Solutions | 23 de febrero de 2020   | 14.2%  | 17.4%  | 3.0%  | 37.0%  | 4.4% | 5.9%   | 18.1%           |
| Campaigns & Elections     | febrero de 2020         | 10%    | 17%    | 1%    | 38%    | —    | 6%     | 29%             |
| Consulta Mitofsky         | 20 de abril de 2020     | 12.7%  | 15.2%  | 1.3%  | 28.7%  | 7.2% | 5.0%   | 31.2%           |
| Elección México           | 6 a 24 de junio de 2020 | 8%     | 24%    | 3%    | 32%    | —    | 1%     | 27%             |
| Demoscopia digital        | 1 y 2 de agosto de 2020 | 10.19% | 26.91% | 2.10% | 30.14% | —    | 10.62% | 20.04%          |
| Campaigns & Elections     | 19 de agosto de 2020    | 22%    | 22%    | 4%    | 31%    | —    | 21%    | —               |
| Demoscopia digital        | 4 de octubre de 2020    | 7.66%  | 23.11% | 5.69% | 31.76% | —    | 11.62% | 20.16%          |
| Demoscopia digital        | 12 de noviembre de 2020 | 6.97%  | 21.20% | 6.12% | 32.86% | —    | 3.73%  | 19.31%          |

### Por candidato
| Encuestadora              | Fecha                    | Gándara | Durazo | Bours  | Otro  | N/NS/NC |
| ------------------------- | ------------------------ | ------- | ------ | ------ | ----- | ------- |
| Encuestadora              | Fecha                    |         |        |        | Otro  | N/NS/NC |
| Demoscopia digital        | 4 de enero de 2021       | 26.3%   | 36.2%  | 3.8%   | 6.4%  | 27.3%   |
| Campaigns & Elections     | 7 de enero de 2021       | 35%     | 39%    | 11%    | —     | 15%     |
| Massive Caller            | 11 de enero de 2021      | 30.4%   | 35.3%  | 6.6%   | 6.3%  | 21.4%   |
| Massive Caller            | 19 de enero de 2021      | 33.2%   | 35.4%  | 5.2%   | 6%    | 20.3%   |
| Opinión pública           | 22 de enero de 2021      | 34.5%   | 43.7%  | 5.5%   | 1.9%  | 14.4%   |
| Massive caller            | 25 de enero de 2021      | 31.8%   | 37%    | 10.1%  | 7%    | 14.1%   |
| El Universal              | 27 de enero de 2021      | 31.8%   | 38.7%  | 8.2%   | 5.5%  | 15.8%   |
| Massive caller            | 1 de febrero de 2021     | 30.5%   | 37.5%  | 8.8%   | 9.5%  | 13.7%   |
| Campaigns & Elections     | 1 de febrero de 2021     | 37%     | 44%    | 8%     | 4%    | 7%      |
| Demoscopia digital        | 1 de febrero de 2021     | 28.7%   | 34.1%  | 4.5%   | 5.1%  | 27.6%   |
| Heraldo Media Group       | 8 de febrero de 2021     | 26.4%   | 40.9%  | 10.4%  | 7.6%  | 14.6%   |
| Massive Caller            | 9 de febrero de 2021     | 31.3%   | 37%    | 8.5%   | 11.3% | 11.9%   |
| Campaigns & Elections     | 15 de febrero de 2021    | 32%     | 44%    | 8%     | 8%    | 8%      |
| Massive Caller            | 15 de febrero de 2021    | 32.4%   | 37.4%  | 8.6%   | 7.2%  | 14.4%   |
| Massive Caller            | 22 de febrero de 2021    | 31.1%   | 38.1%  | 7.2%   | 8.5%  | 15.1%   |
| Voz y voto                | 25 de febrero de 2021    | 40%     | 43%    | 17%    | —     | —       |
| Demoscopia digital        | 26 de febrero de 2021    | 26.3%   | 33.7%  | 5.4%   | 5.9%  | 28.7%   |
| Arias Consultores         | 27 de febrero de 2021    | 34.7%   | 41.5%  | 7.1%   | —     | 16.7%   |
| Campaigns & Elections     | 1 de marzo de 2021       | 35%     | 39%    | 8%     | 5%    | 13%     |
| Massive Caller            | 1 de marzo de 2021       | 31.%    | 35.7%  | 9.4%   | 8.8%  | 14.5%   |
| Demoscopia digital        | 6 de marzo de 2021       | 29.1%   | 31.8%  | 7.9%   | 7.6%  | 23.6%   |
| Massive Caller            | 8 de marzo de 2021       | 31.3%   | 35.9%  | 6.8%   | 12.4% | 13.8%   |
| Polls MX                  | 9 de marzo de 2021       | 26%     | 62%    | 12%    | —     | —       |
| El Heraldo                | 9 de marzo de 2021       | 22.2%   | 39.1%  | 7.4%   | 7.4%  | 23.9%   |
| Massive Caller            | 9 de marzo de 2021       | 30.2%   | 36.5%  | 8.3%   | 20.7% | 12.6%   |
| Campaigns & Elections     | 10 de marzo de 2021      | 30%     | 35%    | 6%     | 15%   | 14%     |
| Massive Caller            | 10 de marzo de 2021      | 34%     | 36.8%  | 8.7%   | 9.2%  | 11.3%   |
| Massive Caller            | 11 de marzo de 2021      | 32.2%   | 35.6%  | 8.6%   | 10.3% | 13.3%   |
| Massive Caller            | 12 de marzo de 2021      | 32.2%   | 34.3%  | 10.9%  | 11.1% | 11.6%   |
| Massive Caller            | 13 de marzo de 2021      | 33.3%   | 36%    | 7.9%   | 8.4%  | 14.4%   |
| Massive Caller            | 14 de marzo de 2021      | 34.1%   | 36.7%  | 8.1%   | 9.3%  | 11.8%   |
| Massive Caller            | 15 de marzo de 2021      | 33.7%   | 39.2%  | 6.2%   | 10.2% | 10.7%   |
| El Universal              | 15 de marzo de 2021      | 38.3%   | 51.4%  | 8.4%   | 1.9%  | —       |
| Massive Caller            | 16 de marzo del 2021     | 33.3%   | 40.2%  | 7%     | 11.1% | 8.4%    |
| Massive Caller            | 17 de marzo del 2021     | 33.2%   | 36.8%  | 7.6%   | 11%   | 11.4%   |
| Poligrama                 | 17 de marzo del 2021     | 26.9%   | 37.8%  | 12.5%  | 6.7%  | 16.1%   |
| Arias Consultores         | 17 de marzo del 2021     | 35.9%   | 46.8%  | 12.1%  | —     | 5.2%    |
| Demoscopia digital        | 18 de marzo del 2021     | 30.7%   | 31.1%  | 7.5%   | 8.5%  | 22.2%   |
| Campaigns & Elections     | 22 de marzo de 2021      | 42%     | 43%    | 11%    | 4%    | —       |
| Massive Caller            | 22 de marzo del 2021     | 34.7%   | 36.9%  | 10.2%  | 9.6%  | 8.8%    |
| Arias Consultores         | 26 de marzo de 2021      | 34.9%   | 50.7%  | 8.6%   | 4.2%  | 1.6%    |
| Massive Caller            | 27 de marzo del 2021     | 30.9%   | 39.3%  | 13.6%  | 8.9%  | 7.3%    |
| Massive Caller            | 28 de marzo del 2021     | 30.3%   | 40.4%  | 11.6%  | 8.9%  | 8.9%    |
| Demoscopia Digital        | 28 de marzo del 2021     | 28.6%   | 33.4%  | 8.1%   | 7.3%  | 22.6%   |
| Massive Caller            | 29 de marzo del 2021     | 32.6%   | 38.6%  | 9.9%   | 8.8%  | 10.1%   |
| México Elige              | 30 de marzo de 2021      | 36.4%   | 43.8%  | 11.1%  | 5.4%  | 3.3%    |
| Campaigns & Elections     | 30 de marzo de 2021      | 34%     | 40%    | 13%    | 0%    | 13%     |
| Arias Consultores         | 30 de marzo de 2021      | 34.9%   | 50.7%  | 8.6%   | 4.2%  | 1.6%    |
| Massive Caller            | 31 de marzo del 2021     | 30.7%   | 40.4%  | 8.2%   | 10.1% | 10.6%   |
| Massive Caller            | 1 de abril del 2021      | 30.2%   | 41.5%  | 8.3%   | 7.8%  | 12.2%   |
| Massive Caller            | 2 de abril del 2021      | 28.9%   | 41.1%  | 5.4%   | 11.2% | 13.4%   |
| Campaigns & Elections     | 5 de abril del 2021      | 37%     | 44%    | 11%    | 1%    | 7%      |
| Massive Caller            | 5 de abril del 2021      | 30.1%   | 40.7%  | 7.6%   | 8.2%  | 13.4%   |
| El Heraldo                | 5 de abril del 2021      | 28.1%   | 43.6%  | 9.7%   | 4.6%  | 14.0%   |
| El Financiero             | 6 de abril del 2021      | 38%     | 42%    | 12%    | 8%    | —       |
| Massive Caller            | 6 de abril del 2021      | 30.2%   | 42.3%  | 9.8%   | 4.7%  | 13.0%   |
| Demoscopia Digital        | 7 de abril del 2021      | 27.9%   | 35.1%  | 10.4%  | 6.7%  | 19.9%   |
| Massive Caller            | 7 de abril del 2021      | 31.8%   | 43.4%  | 7.8%   | 7.9%  | 9.1%    |
| Massive Caller            | 10 de abril del 2021     | 29.1%   | 42.1%  | 10.6%  | 10.0% | 8.2%    |
| Massive Caller            | 11 de abril del 2021     | 29.8%   | 43.9%  | 6.1%   | 8.7%  | 11.5%   |
| Rubrum                    | 12 de abril del 2021     | 26.2%   | 43.3%  | 12.7%  | 4.5%  | 13.3%   |
| Campaigns & Elections     | 12 de abril del 2021     | 38%     | 42%    | 11%    | 5%    | 4%      |
| Massive Caller            | 12 de abril del 2021     | 28.9%   | 43.2%  | 7.0%   | 8.2%  | 12.%    |
| Massive Caller            | 13 de abril del 2021     | 29.8%   | 45.1%  | 5.5%   | 8.6%  | 11.0%   |
| Arias Consultores         | 13 de abril de 2021      | 41.0%   | 39.2%  | 12.4%  | 6.5%  | 0.9%    |
| Massive Caller            | 14 de abril del 2021     | 28.9%   | 45.5%  | 8.4%   | 7.9%  | 9.3%    |
| Demoscopia Digital        | 18 de abril del 2021     | 26.5%   | 38.6%  | 7.4%   | 7.4%  | 20.1%   |
| Massive Caller            | 18 de abril del 2021     | 29.5%   | 43.9%  | 7.1%   | 7.4%  | 12.1%   |
| El Economista             | 19 de abril del 2021     | 36.7%   | 43.1%  | 10.4%  | 3.5%  | 6.3%    |
| Massive Caller            | 19 de abril del 2021     | 26.7%   | 42.8%  | 10.5%  | 9.0%  | 11.0%   |
| Campaigns & Elections     | 19 de abril del 2021     | 42%     | 42%    | 7%     | 5%    | 4%      |
| Massive Caller            | 20 de abril del 2021     | 29.5%   | 41.6%  | 11.3%  | 8.8%  | 8.8%    |
| Poligrama                 | 20 de abril del 2021     | 25.3%   | 41.2%  | 13.0%  | 6.6%  | 13.9%   |
| Massive Caller            | 21 de abril del 2021     | 30.6%   | 42.9%  | 9.4%   | 7.7%  | 9.4%    |
| Demotecnia                | 26 de abril del 2021     | 26%     | 63%    | 9%     | 2%    | -       |
| Massive Caller            | 26 de abril del 2021     | 32.5%   | 44.1%  | 8.2%   | 7.8%  | 7.4%    |
| Campaigns & Elections     | 26 de abril del 2021     | 38%     | 39%    | 15%    | 2%    | 6%      |
| Poligrama                 | 28 de abril del 2021     | 30.3%   | 41.7%  | 11.7%  | 4.5%  | 11.8%   |
| Demoscopia Digital        | 28 de abril del 2021     | 28.4%   | 39.1%  | 6.5%   | 9.2%  | 16.8%   |
| Massive Caller            | 28 de abril del 2021     | 29.4%   | 43.1%  | 9.2%   | 7.0%  | 11.3%   |
| Arias Consultores         | 28 de abril de 2021      | 40.5%   | 35.8%  | 16.5%  | 2.2%  | 5.0%    |
| Massive Caller            | 29 de abril del 2021     | 28.7%   | 44.2%  | 11.3%  | 7.0%  | 8.8%    |
| Massive Caller            | 30 de abril del 2021     | 26.8%   | 42.9%  | 11.3%  | 8.2%  | 9.8%    |
| Massive Caller            | 1 de mayo de 2021        | 25.7%   | 40.9%  | 12.3%  | 10.1% | 11.1%   |
| Massive Caller            | 2 de mayo del 2021       | 25.7%   | 42.9%  | 9.3%   | 9.5%  | 12.6%   |
| El Heraldo                | 3 de mayo del 2021       | 27.3%   | 39.1%  | 13.2%  | 5.5%  | 14.9%   |
| Campaigns & Elections     | 3 de mayo del 2021       | 39%     | 41%    | 11%    | 6%    | 3%      |
| El Financiero             | 4 de mayo del 2021       | 37%     | 46%    | 11%    | 6%    | 0%      |
| Demoscopia digital        | 7 de mayo del2021        | 31.6%   | 40.2%  | 5.8%   | 8.5%  | 13.9%   |
| Campaigns & elections     | 10 de mayo del 2021      | 40%     | 40%    | 9%     | 6%    | 5%      |
| Massive Caller            | 10 de mayo del 2021      | 29.7%   | 40.3%  | 12.8%  | 7.3%  | 9.9%    |
| BGC (Beltrán)             | 12 de mayo del 2021      | 33%     | 52%    | 12%    | 3%    | -       |
| Demoscopia Digital        | 12 de mayo del 2021      | 31.6%   | 42.8%  | 8.6%   | 7.8%  | 9.2%    |
| Poligrama                 | 3 al 17 de mayo del 2021 | 31.04%  | 42.8%  | 13.88% | 4.43% | 12.3%   |
| Campaigns & Elections     | 17 de mayo del 2021      | 41%     | 43%    | 8%     | 3%    | 5%      |
| Demoscopia Digital        | 17 de mayo del 2021      | 35.9%   | 38.34% | 8.2%   | 8.1%  | 10.4%   |
| Massive Caller            | 17 de mayo del 2021      | 34%     | 43.8%  | 4.6%   | 8.7%  | 8.9%    |
| Demotecnia (De las Heras) | 18 de mayo del 2021      | 32%     | 57%    | 9.6%   | 1.4%  | -       |
| Gii360                    | 18 de mayo del 2021      | 38%     | 41%    | 12%    | 1%    | 8%      |
| Massive Caller            | 19 de mayo del 2021      | 31.8%   | 40.4%  | 4.2%   | 9.1%  | 14.5%   |
| Demoscopia Digital        | 22 de mayo del 2021      | 35.6%   | 42.1%  | 3.4%   | 7.6%  | 11.3%   |
| Demoscopia Digital        | 24 de mayo del 2021      | 34.8%   | 42.9%  | 5.1%   | 7.8%  | 9.4%    |
| Massive Caller            | 24 de mayo del 2021      | 38.3%   | 44.3%  | 1.4%   | 6.8%  | 9.2%    |
| Enkoll                    | 25 de mayo del 2021      | 33%     | 51%    | —      | 16%   | —       |
| Latinus-Reforma           | 27 de mayo del 2021      | 45%     | 51%    | 2%     | 2%    | 0%      |
| Demoscopia Digital        | 28 de mayo del 2021      | 38.8%   | 41.3%  | 4.2%   | 5.9%  | 9.8%    |
| Heraldo Media Group       | 28 de mayo del 2021      | 37.2%   | 50.9%  | 5.8%   | 6.1%  | 0%      |
| Demoscopia Digital        | 30 de mayo del 2021      | 39.2%   | 42.8%  | 3.9%   | 7.7%  | 6.4%    |
| Campaigns & Elections     | 30 de mayo del 2021      | 47%     | 48%    | 3%     | 1%    | 1%      |
| Polls.Mx                  | 31 de mayo del 2021      | 34%     | 43%    | 11%    | 3%    | 9%      |
| Demoscopia Digital        | 1 de junio del 2021      | 38.3%   | 44.8%  | 3.1%   | 7.9%  | 5.9%    |
| Polls.Mx                  | 2 de junio de 2021       | 40.1%   | 40.5%  | 2.8%   | 4.5%  | 12.1%   |
| El País                   | 2 de junio de 2021       | 39.8%   | 48.5%  | 4.0%   | 2.9%  | 4.8%    |

## Resultados

### Congreso del Estado de Sonora
|  | 31.61 % |

|  | 18.01 % |

|  | 10.84 % |

|  | 8.58 % |

|  | 7.63 % |

|  | 5.65 % |

|  | 5.23 % |

|  | 3.96 % |

|  | 3.40 % |

|  | 2.24 % |

|  | 1.52 % |

|  | 1.33 % |

|  | 3.06 % |

|  | 100 % |

### Ayuntamientos
|  | 35.90 % |

|  | 14.35 % |

|  | 12.82 % |

|  | 9.26 % |

|  | 6.70 % |

|  | 5.46 % |

|  | 3.29 % |

|  | 3.03 % |

|  | 2.83 % |

|  | 1.80 % |

|  | 1.27 % |

|  | 0.60 % |

|  | 97.31 % |

|  | 2.69 % |